# Solomon Plaatje
Solomon dit Sol Plaatje (1876-1932) est un écrivain d'Afrique du Sud, membre fondateur du SANNC (ancêtre de l'ANC).

## Enfance et origines
Solomon Tshekisho Plaatje est né en 1876 à Doornfontein dans l'État libre d'Orange en Afrique du Sud. Il appartenait à la tribu des Barolong, sous-groupe des Tswanas. 
Il était d’origine royale. Son père descendait de Modiboa, roi déchu des Barolong aux XVIe et XVIIe siècles. Sa mère était l’arrière-petite-fille de Tau, roi des Barolong au XVIIIe siècle. Toutefois, ses deux parents venaient d'une famille chrétienne.
Son enfance a été nourrie par l'histoire et les légendes des Barolong, contées par les femmes de sa famille.

## Formation et éducation
Plaatje a suivi ses parents, nomades, jusqu'à ce qu'il s'établisse à Pniel avec son frère, pour aller à l'école. Comme beaucoup d’autres personnes de sa génération, Plaatje a été éduqué par les missionnaires anglais et boers. 
Ensuite, il a exercé différents postes à responsabilité (à la Poste, au tribunal, à la rédaction de différents journaux...) 
Dans le cadre de la seconde guerre des Boers, il a vécu le siège de Mafeking en 1899, dont il a tenu un célèbre journal. 

## Une vie de militantisme
À la fin de la guerre, le contexte déjà peu favorable se dégrade pour les Noirs, notamment après la formation de l'Union sud-africaine : 
- le Native Labour Regulation Act (1911) réglemente le travail indigène en instaurant un laissez-passer au niveau national[1].
- le Natives Land Act en 1913 ou « loi sur la propriété foncière indigène » qui interdit aux Africains d’être propriétaires de terres en dehors des « réserves » indigènes[2]. Cette loi provoque l’expropriation de nombreux paysans indépendants noirs et la constitution d’un prolétariat agricole.

Plaatje, qui est secrétaire du South African Native National Congress (voir ANC), créé en 1912, part en délégation en Angleterre pour plaider la cause des Noirs auprès des autorités compétentes. Son ambassade échouera. 
Néanmoins, afin d’illustrer son propos, il écrit Native Life in South Africa qui paraîtra en 1916, la même année que son recueil de proverbes tswanas qu’il a collectés avant son départ. En 1916, il publie également avec Daniel Jones, un phonéticien anglais, A Sechuana reader in International Phonetic Orthography (with English Translations). 
De retour en Afrique du Sud, il traduit en tswana diverses pièces de Shakespeare, et écrit des pamphlets sur le gouvernement sud-africain. Il part plusieurs fois en Angleterre, aux États-Unis, au Canada, où il donne des conférences sur la situation des Noirs en Afrique du Sud. Jusqu’à la fin de sa vie, Sol Plaatje restera un militant qui luttera pour les droits des Noirs, et œuvrera pour la défense de la langue et de la culture tswana, à travers la publication de contes ou de dictionnaires

## Plaatje et la littérature
Plaatje fait principalement œuvre de militant. C'est pourquoi ses œuvres peuvent se subdiviser en deux catégories : des pamphlets ou des essais, et des ouvrages qui ont pour but de sauvegarder la langue et la culture de son peuple (recueils de contes, de proverbes, dictionnaires, traduction de pièces de Shakespeare...)
Toutefois, au sein de ces livres, Plaatje a écrit un ouvrage de fiction, en anglais (afin de pouvoir être lu dans le monde entier) : Mhudi, An Epic of South African Native Life a Hundred Years Ago. Cette œuvre est la première à être écrite en anglais par un Noir en Afrique du Sud.
Mhudi raconte l'histoire de deux personnages issus du peuple barolong, Mhudi et Ra-Thaga. Le récit commence avec les représailles exercées par le roi des Ndébélés, Mzilikazi à l'encontre des Barolong. Chassés de chez eux par un massacre, les héros errent longtemps jusqu'à retrouver certains des leurs qui ont survécu. Leur peuple s'allie ensuite avec les Boers afin de se venger de Mzilikazi. 
Œuvre panafricaniste, Mhudi tente de redonner aux Noirs une place dans l'histoire de l'Afrique du Sud, monopolisée par les Blancs et par l'histoire du Grand Trek. Elle dénonce l'agressivité des Boers sans chercher néanmoins à dissimuler les responsabilités propres aux Noirs durant le Mfecane. À la fin, les personnages noirs se retrouvent unis par un désir de paix, et soumis à leur destin tragique ou violent.